# Benzisossazolo
Il benzisossazolo è un composto organico eterociclico aromatico, strutturalmente formato da un anello benzenico e uno di isossazolo condensati.
Dal benzisossazolo deriva una classe di antipsicotici atipici tra cui il risperidone, il paliperidone e l'iloperidone, il primo dei quali utilizzato off-label anche nel trattamento del disturbo ossessivo-compulsivo.